# Antas (Bahia)
Antas is een gemeente in de Braziliaanse deelstaat Bahia. De gemeente telt 17.583 inwoners (schatting 2009).

## Aangrenzende gemeenten
De gemeente grenst aan Adustina, Cícero Dantas, Fátima, Novo Triunfo en Sítio do Quinto.

## Galerij

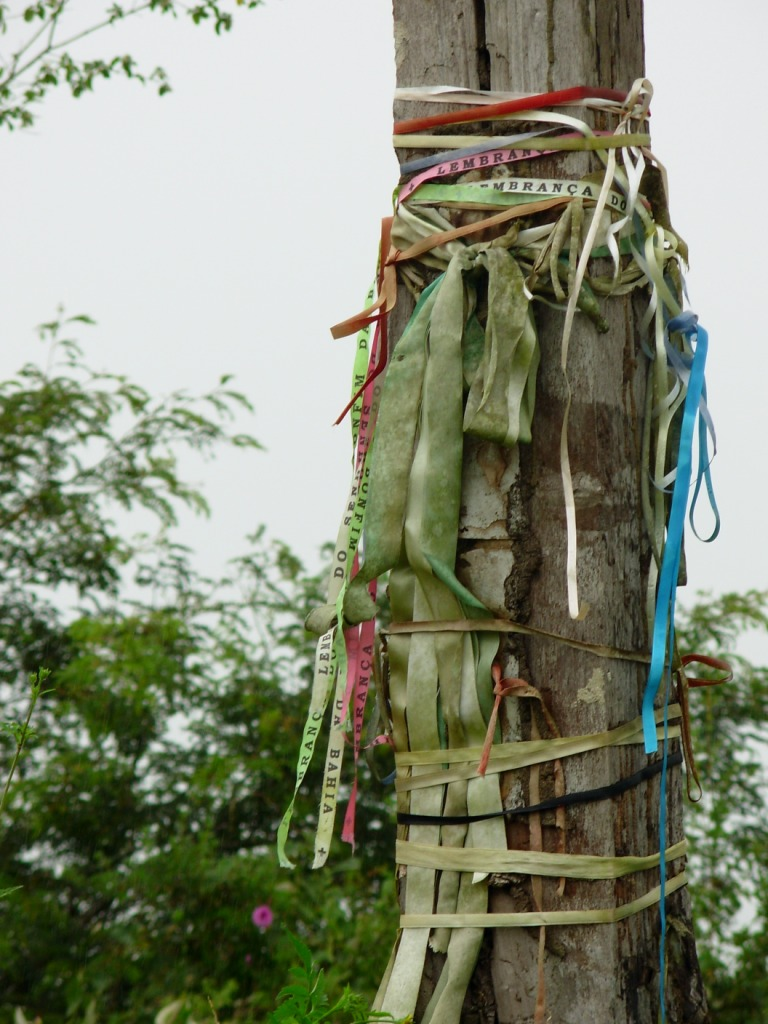
Bandjes gebonden aan het kruis